# Eduard Fontserè i Riba
Eduard Fontserè i Riba (Barcelona, 1 de març de 1870 - 18 de setembre de 1970) va ser un meteoròleg, astrònom i sismòleg català. Va ser el fundador i director del Servei Meteorològic de Catalunya (1921-1939). Es pot considerar el pare de la meteorologia professional a Catalunya i de la professionalització científica i acadèmica de la meteorologia catalana.
Doctorat en Ciències Físiques amb una memòria sobre astronomia, l'any 1893 passa a ser encarregat dels observatoris de l'Acadèmia de Ciències i Arts de Barcelona. Organitza i presideix el Servei Horari Oficial, que fixa l'hora oficial de la ciutat de Barcelona. Estant al front de l'Observatori de la Granja Experimental de la Diputació de Barcelona, presenta un projecte que s'acaba definint en la construcció de l'Observatori Fabra.
Amb l'ajuda de l'Institut d'Estudis Catalans crea l'Estació Aerològica de Barcelona. També presideix l'Ateneu Barcelonès, la Societat Astronòmica de Barcelona i la Secció de Ciències de l'IEC.

## Biografia
Eduard Fontserè i Riba fou fill d'Eduard Fonstserè i Mestre i de la seva esposa Carmen Riba i Arqué. Fou nebot del mestre d'obres Josep Fontserè i Mestre i net de l'arquitecte Josep Fontserè i Domènech.
Meteoròleg, astrònom i sismòleg, doctor en ciències fisicomatemàtiques, ocupà les càtedres de Geodèsia, Mecànica Racional i Astronomia a la Universitat de Barcelona.
Fontserè estudià a la Facultat de Ciències, on cursà l'especialitat de Ciències Físiques i es doctorà a Madrid, triant per a la seva memòria de doctorat un treball d'astronomia.
Una vegada tornat de Madrid el 1893, Fontserè aconseguí una ocupació com a encarregat dels observatoris de l'Acadèmia de Ciències i Arts de Barcelona i a partir d'aquell moment fou l'impulsor de multitud d'activitats i iniciatives.
Organitzà i presidí el Servei Horari Oficial, que fixava l'hora oficial de Barcelona, presentà un projecte d'observatori astronòmic al cim del Tibidabo, posat en pràctica amb modificacions en construir-hi l'Observatori Fabra, estant al front de l'Observatori de la Granja Experimental de la Diputació de Barcelona, organitzà la Xarxa Pluviomètrica de Catalunya, participà en la impressió a Barcelona de la primera radiografia a l'Estat.
Amb l'ajuda de l'Institut d'Estudis Catalans, creà l'Estació Aerològica de Barcelona, cèl·lula inicial del Servei Meteorològic de Catalunya.
El Servei Meteorològic de Catalunya esdevingué la seva gran obra. Aprovada la seva creació pel Consell Permanent de la Mancomunitat de Catalunya el setembre de 1919, el director del Servei era nomenat per l'Institut d'Estudis Catalans, i l'Institut proposà Eduard Fontserè per a aquesta funció.
Fontserè fou director del Servei Meteorològic de Catalunya al llarg de tots els anys d'existència de la institució (1921-1939). Com a director del Servei representà l'organització catalana a reunions de la Conferència Internacional de Directors de Serveis Meteorològics, màxim òrgan rector de l'Organització Meteorològica Internacional (OMI) i aconseguí amb els treballs portats a terme un alt prestigi internacional.
Un altre punt a destacar de l'activitat científica de Fontserè fou la promoció d'associacions en el camp de les ciències. Formà part de la Societat Geogràfica de Barcelona. Tingué importants vincles amb el Centre Excursionista de Catalunya (CEC). Fou membre de l'Acadèmia de Ciències. Presidí l'Ateneu Barcelonès i la Societat Astronòmica de Barcelona, propicià la creació de la Societat Catalana de Geografia.
Fou president de la Secció de Ciències de l'Institut d'Estudis Catalans, en la qual, en la clandestinitat i ja jubilat des de 1942, participà en la represa de les activitats científiques a Catalunya.
Entre els anys 1939 i 1959 fou el president de la Societat Catalana de Ciències Físiques, Químiques i Matemàtiques.
Eduard Fontserè es va casar amb la mallorquina Margalida Marroig i Llompart, amb qui tingueren quatre fills: el metge Francesc Fontserè, Carme, traductora i muller del filòsof Joaquim Carreras i Artau, i les bibliotecàries Maria, muller del geògraf Josep Iglésies i Margarida, casada amb el filòleg Joan Petit.
El fons personal d'Eduard Fontserè, que inclou manuscrits, impresos, correspondència i altra documentació relacionada sobretot amb els estudis meteorològics a catalunya, va ser donat el 1984 a l'Institut Cartogràfic de Catalunya per la seva filla, Maria Fontserè

## Obres
- Fontserè, Eduard. Elements de Ciències Físiques i Naturals.  Barcelona: Gustau Gili, 1932.[15]
- Fontserè, Eduard. Les estacions meteorològiques de muntanya fundades per la Generalitat amb motiu de l'any polar 1932 - 1933.  Barcelona: Institut d'Estudis Catalans, 1933.
- Fontserè, Eduard. Assaig d'un vocabulari meteorològic català.  Barcelona: Institut d'Estudis Catalans, 1948.
- Fontserè, Eduard. La tramuntana empordanesa i el mestral del Golf de Sant Jordi.  Genève: Institució Patxot de Catalunya, 1950.
- Fontserè, Eduard. Meteorologia de l'excursionista.  Barcelona: Tipografia Emporium, 1962.